# タンキー (欧米)

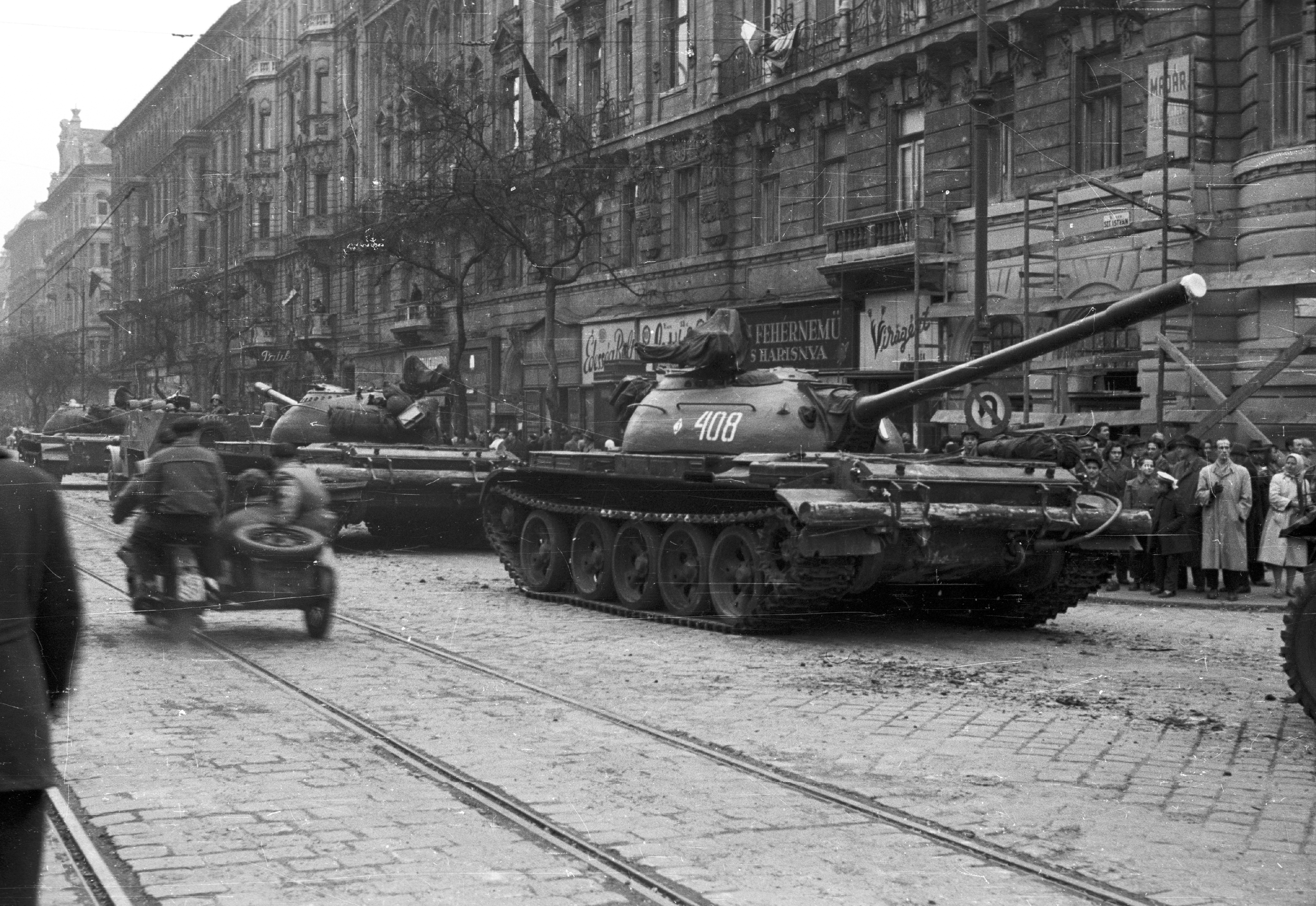
ブダペストの赤軍T-54戦車、1956年。

タンキー (Tankie, 複数形Tankies) とは、アメリカ合衆国やヨーロッパにおいて中華人民共和国や中国共産党の政策を賞賛・支持し、香港やウイグルでの民主化運動や民族主義運動などを批判する勢力のこと。また最近では、権威主義的なマルクス・レーニン主義に従っている者を非難するときにも使用されており、間接的にソビエトの独裁者ヨシフ・スターリンを支持していることを示唆させている。
もともとは20世紀後半、ソビエト連邦共産党（CPSU）の党路線に従ったイギリスのグレートブリテン共産党（CPGB）が、当時のソ連がハンガリーなどの衛星国に戦車で侵攻、具体的には、1956年のハンガリー動乱とその後の1968年のプラハの春蜂起を鎮圧するためにソビエトが戦車を使用したことを擁護することを表明した党員を選別するために使用され、武力弾圧を加えたことも支持したことを揶揄して批判的に使われた軽蔑的言葉で、さらに派生して、一般的に親ソビエトの立場に固執した者を指す場合や、マルクス＝レーニン主義の信奉者を自認する人間が自称することもある。

## 定義と歴史
ハンガリー動乱、もしくはプラハの春の後、イギリス共産党内でのソ連の武力によってそれらの国の改革を中断させたことを支持する党員の事をtankieと呼ぶようになった。ガーディアン紙によれば左翼マルクス主義者のなかのスターリン主義者の事を言うという。tankieという言葉には二つの使われ方があり、一つはソ連や中国などの社会主義国を支持、もしくはアメリカ帝国主義に反対する人物に対して使われ、もう一つは資本主義に対する過剰な嫌悪感を示す人物に対する蔑称として使われる。一般的には後者の方が使われる。
2015年、ボリス・ジョンソンは労働党の党首のジェレミー・コービンを「タンキーでトロッツ（トロツキストの蔑称、trots)と呼んだ。